# Силы обороны Австралии

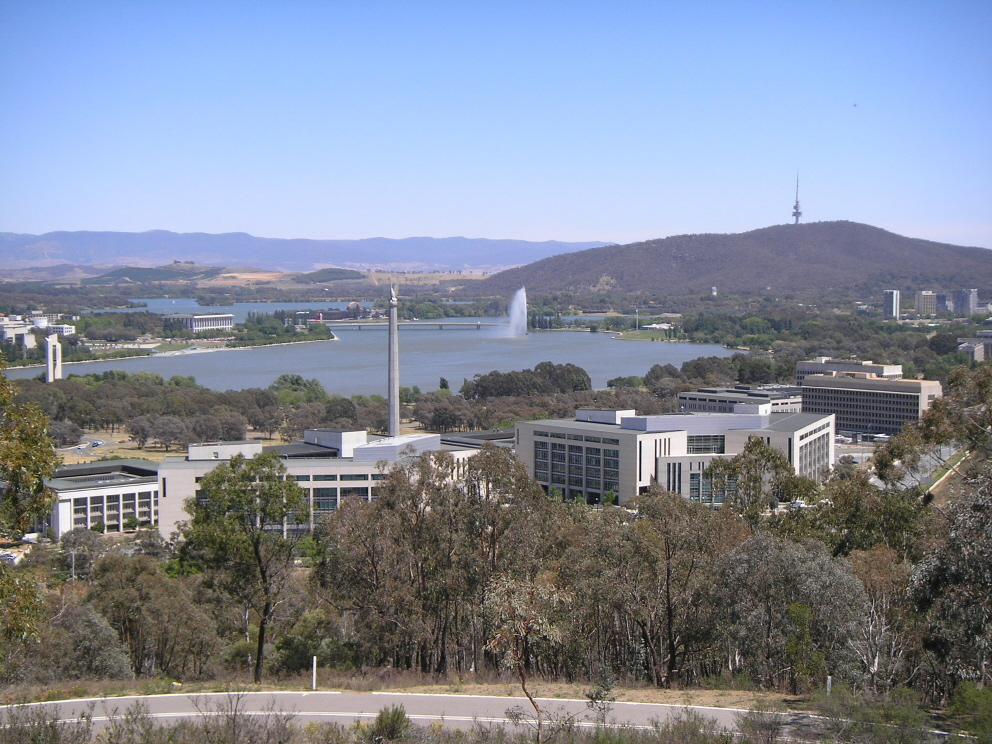
Штаб Сил обороны Австралии, Канберра.

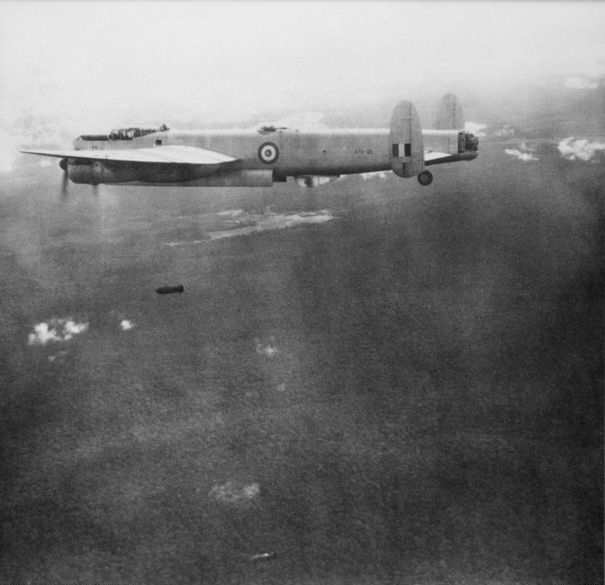
Австралийский бомбардировщик «Авро Линкольн» во время бомбардировки позиций малайских партизан, 1950 год.

Силы обороны Австралии (англ. Australian Defence Force, ADF) — вооружённые силы Австралии, отвечающие за оборону государства и страны.
Вооружённые силы состоят из органов управления, Королевского военно-морского флота Австралии, Сухопутных войск Австралии, Королевских военно-воздушных сил Австралии, а также тривидовых (tri-service) подразделений.

## История

### Формирование и ранняя история
Силы обороны Австралии (ADF) были созданы 9 февраля 1976 года в соответствии с рекомендациями, сделанными в 1973 году Артуром Танге, секретарем Министерства обороны. В отчете Танге предлагалось объединить отдельные отделы, поддерживающие каждую службу, в единое министерство обороны и создать пост начальника штаба сил обороны. ADF был создан в результате необходимости интегрированной структуры управления и более эффективной координации между службами.
До создания ADF Австралия содержала вооруженные силы с момента образования федерации как нации в январе 1901 года. Вскоре после образования федерации были созданы австралийская армия и военно-морские силы Содружества путем объединения сил, которые содержались каждым из штатов. В 1911 году был создан Королевский флот Австралии, в который вошли Военно-морские силы Содружества. Королевские ВВС Австралии были отделены от Австралийского летного корпуса в 1921 году.
Во время Второй мировой войны австралийские военно-морские, наземные и воздушные подразделения часто входили в состав единого командования, что подчеркивало важность совместных боевых действий. Однако отсутствие центральной власти привело к плохой координации между службами, поскольку каждая служба организовывалась и действовала на основе другой военной доктрины. Старшие офицеры лоббировали назначение главнокомандующего тремя службами, но правительство отклонило это предложение, и три службы остались полностью независимыми.
Списание авианосца HMAS Melbourne без замены в 1982 г. ознаменовало отход от политики «передовой обороны». Три службы участвовали в боевых действиях по всему миру во время Первой и Второй мировых войн и принимали участие в конфликтах в Азии во время холодной войны.

### Переход к самостоятельности: политика защиты Австралии. (1970-е — 1990-е годы)
До 1970-х годов военная стратегия Австралии была сосредоточена на передовой обороне, которая включала сотрудничество с союзными силами для противодействия угрозам в регионе. Однако меняющийся международный политический климат, в том числе вывод британских войск «к востоку от Суэца», заставили Австралию принять новую оборонную политику, подчеркивающую уверенность в своих силах и защиту своей территории. Это было известно как политика защиты Австралии.
В центре внимания новой политики была защита северных морских подходов Австралии, так называемого «воздушного и морского коридора», от нападения противника. Для этого Силы обороны Австралии (ADF) были реструктурированы, чтобы увеличить их способность наносить удары по силам противника с австралийских баз и противостоять рейдам на континентальную Австралию. Возможности Королевского военно-морского флота Австралии (RAN) и Королевских военно-воздушных сил Австралии (RAAF) также были расширены, а части регулярной армии были переброшены в северную Австралию.
До 1987 года у АДС не было воинских частей, дислоцированных за пределами Австралии. Однако первое оперативное развертывание ПВО произошло в том же году в рамках операции «Моррис Дэнс», когда несколько военных кораблей и стрелковая рота были отправлены в воды у Фиджи в ответ на государственный переворот на Фиджи в 1987 году. Это развертывание подчеркнуло необходимость для ADF улучшить свою способность быстро реагировать на непредвиденные события.
С конца 1980-х годов правительство Австралии все чаще призывало АДС предоставлять силы для миротворческих миссий по всему миру. Хотя в большинстве этих развертываний участвовало лишь небольшое число специалистов, в некоторых из них были задействованы сотни сотрудников. Известные операции по поддержанию мира включали Намибию в 1989 году, Камбоджу в период с 1992 по 1993 год, Сомали в 1993 году, Руанду в период с 1994 по 1995 год и Бугенвиль в 1994 году и с 1997 года.
Вклад Австралии в войну в Персидском заливе 1991 года был первым случаем, когда австралийский персонал был направлен в зону активных боевых действий с момента создания ПВО. Хотя военные корабли и водолазная группа, развернутая в Персидском заливе, не участвовала в боевых действиях, это развертывание проверило возможности и структуру управления ПВО. После войны ВМС регулярно отправляли фрегаты в Персидский залив или Красное море для обеспечения соблюдения торговых санкций, наложенных на Ирак.

### Развертывание в Восточном Тиморе и оперативные изменения ПВО (1996—2003 гг.)
В 1999 году Международные силы для Восточного Тимора (INTERFET) под руководством Австралии были развернуты в Восточный Тимор в ответ на насилие, имевшее место во время референдума о независимости Восточного Тимора. Это стало первым крупномасштабным развертыванием ПВО со времен войны во Вьетнаме. В операции участвовало более 5000 австралийских военнослужащих, и она была признана успешной. Однако это также выявило недостатки в способности ПВО проводить и поддерживать такие операции.
После развертывания в Восточном Тиморе правительство Австралии выпустило в 2000 году новую Белую книгу по обороне под названием «Оборона 2000 — наши будущие силы обороны (англ. Defence 2000 – Our Future Defence Force)». В этом документе подчеркивалась необходимость подготовки ПВО к развертыванию за границей и улучшения его возможностей за счет расширения и модернизации сил. Правительство также обязалось увеличивать реальные расходы на оборону на 3 % в год, хотя в итоге в период до 2012—2013 годов расходы увеличились на 2,3 % в год в реальном выражении.
Обновления обороны в 2003 и 2005 годах по-прежнему уделяли особое внимание экспедиционным операциям и модернизации ПВО. Эти обновления привели к дальнейшему расширению и расширению возможностей ADF, включая приобретение нового оборудования и технологий.
Успех развертывания в Восточном Тиморе также привёл к тому, что в последующие годы АДС привлекли к участию в многочисленных миротворческих и гуманитарных операциях по всему миру. Они включали развертывание на Соломоновых островах, в Афганистане и Ираке.

### Ирак и Афганистан
После терактов 11 сентября Австралия сыграла значительную роль в поддержке военных операций возглавляемой США коалиции в Ираке и Афганистане. В 2001 году, после терактов, Австралия направила спецназ и самолет-заправщик для поддержки операции «Несокрушимая свобода» в Афганистане. В 2003 году Австралия присоединилась к возглавляемой США коалиции во время вторжения в Ирак, и в операции участвовало около 2000 военнослужащих Сил обороны Австралии (ADF), включая оперативную группу сил специального назначения, три военных корабля и 14 самолетов F / A-18 Hornet.
Участие АДС в Ираке продолжалось с восстановлением страны, когда отряд безопасности был развернут для защиты посольства Австралии и офицеров, прикрепленных к многонациональному штабу. С 2005 по 2008 год боевая группа австралийской армии размером с батальон, первоначально известная как оперативная группа Аль-Мутанна, а затем переименованная в боевую группу наблюдения (Запад), дислоцировалась на юге Ирака. АДС также направила группы личного состава для обучения иракских воинских частей. В 2007 году правительство Австралии во главе с премьер-министром Кевином Раддом вывело боевые силы из Ирака, а в следующем году большинство оставшихся австралийских подразделений покинули страну.
В Афганистане участие АДС началось с оперативной группы сил специального назначения, развернутой в 2005—2006 и 2007—2013 годах, а затем с оперативной группы австралийской армии численностью до батальона, действовавшей в провинции Урузган в 2006—2013 годах. Основная роль оперативной группы заключалась в оказании помощи в восстановлении и обучении афганских сил, но они часто участвовали в боевых действиях. Другие специальные подразделения ПВО, в том числе отряды вертолетов CH-47 Chinook, радары RAAF и подразделения управления воздушным движением, также периодически перебрасывались в страну.
В ходе этих операций АДС потеряли 40 человек в Афганистане и 262 человека получили ранения. После вывода боевых сил в 2013 году учебные группы АДС продолжали размещаться в стране для обучения афганских сил.
За этот период правительство Австралии заказало несколько официальных документов по обороне, в которых излагаются стратегические приоритеты и возможности ПВО. В документе 2009 года «Защита Австралии в Азиатско-Тихоокеанском веке: Сила 2030» основное внимание уделялось реагированию на быстро растущее влияние Китая, и он включал обязательства по расширению Королевского военно-морского флота Австралии (RAN), включая приобретение 12 подводных лодок и увеличение расходов на оборону на три процента в год в реальном выражении. В «Белой книге обороны» 2013 года были аналогичные стратегические темы, но изложена более скромная программа расходов на оборону из-за ограниченных финансов правительства.
В 2016 году правительство Либерально-национальной коалиции Abbott опубликовало еще один официальный документ по обороне, в котором содержалось обязательство увеличить размер и возможности АДС. В документе также признается меняющаяся среда безопасности в Австралии и необходимость реагирования АДС на новые требования, предъявляемые к нему. Хотя не ожидается, что Австралия столкнется с какой-либо прямой угрозой нападения со стороны другой страны, террористические группы и напряженность между странами в Восточной Азии представляют угрозу для безопасности Австралии. Кроме того, правительство Австралии считает, что оно должно внести свой вклад в поддержание основанного на правилах порядка во всем мире, и существует риск того, что изменение климата, слабый экономический рост и социальные факторы могут вызвать нестабильность в странах южной части Тихого океана.
Чтобы справиться с этими проблемами, ПВО разработал стратегии по поддержанию превосходящих сил в регионе с высочайшим уровнем военного потенциала и научно-технического опыта. Правительство Австралии намерено инвестировать в модернизацию возможностей ПВО, включая приобретение не менее 72 самолетов F-35A Lightning II для переоснащения боевой авиации RAAF. ADF также планирует расширить свои кибер- и космические возможности, чтобы лучше реагировать на возникающие угрозы в этих областях.
По меньшей мере 41 солдат сил обороны Австралии был убит в Афганистане, в том числе:
| Имя                | Год смерти | Описание |
| ------------------ | ---------- | --- |
| Эндрю Рассел       | 2002       | Сержант полка специальной воздушной службы (SASR). Он погиб 16 февраля 2002 года, когда его автомобиль подорвался на мине на юге Афганистана.                                                                  |
| Дэвид Пирс         | 2007       | Десантник 2-го/14-го полка легкой кавалерии. Он был убит 8 октября 2007 года во время службы в провинции Урузган.                                                                                              |
| Мэтью Локк MG      | 2007       | Сержант полка специальной воздушной службы. Он был убит 25 октября 2007 года во время перестрелки с членами ополчения Талибана в провинции Орузган.                                                            |
| Люк Уорсли         | 2007       | Рядовой 4-го батальона Королевского австралийского полка (коммандос). Он был убит 23 ноября 2007 г. при попытке захватить хорошо защищенную позицию талибов.                                                   |
| Джейсон Маркс      | 2008       | Младший капрал 4-го батальона Королевского австралийского полка (коммандос). Он был убит 27 апреля 2008 года после ожесточенной перестрелки с повстанцами Талибана в провинции Орузган.                        |
| Шон Маккарти       | 2008       | Связист полка специальной воздушной службы. Он скончался 8 июля 2008 года от ран, полученных во время взрыва придорожной бомбы в провинции Урузган.                                                            |
| Майкл Фасселл      | 2008       | Лейтенант 4-го батальона Королевского австралийского полка (коммандос). Он был убит 27 ноября 2008 года самодельным взрывным устройством (СВУ) во время пешего патрулирования.                                 |
| Грегори Майкл Шер  | 2009       | Рядовой 1-го полка коммандос Австралийского командования специальных операций. Он был убит 4 января 2009 года в результате ракетного обстрела в провинции Урузган.                                             |
| Мэтью Хопкинс      | 2009       | Капрал 7-го батальона Королевского австралийского полка. Он был убит 16 марта 2009 года во время патрулирования в составе патруля оперативной группы по наставничеству и восстановлению.                       |
| Бретт То           | 2009       | Сержант и техник по обезвреживанию неразорвавшихся боеприпасов (EOD) из полка реагирования на инциденты. Он был убит 19 марта 2009 года при попытке обезвредить СВУ.                                           |
| Бенджамин Рана Удо | 2009       | Рядовой 1-го батальона Королевского австралийского полка, служащий в MRTF 2. Он был убит 18 июля 2009 г. в результате взрыва противопехотного взрывного устройства во время операции.                          |
| Джейкоб Морланд    | 2010       | Сапер 2-го инженерно-саперного полка, служил в составе 1-й МОГ. Погиб 7 июня 2010 г. в результате взрыва самодельного взрывного устройства во время участия в австралийском патрулировании.                    |
| Даррен Смит        | 2010       | Сапер 2-го инженерно-саперного полка, служил в составе 1-й МОГ. Он был ранен 7 июня 2010 г. в результате взрыва самодельного взрывного устройства и впоследствии скончался от ран после эвакуации в госпиталь. |
| Скотт Палмер       | 2010       | Рядовой 2-го полка коммандос, служит в SOTG. Он погиб в результате крушения американского вертолета UH-60 Blackhawk 21 июня 2010 года.                                                                         |
| Тимоти Аплин       | 2011       | Рядовой 2-го отряда |

### Современная история
С 2017 года Силы обороны Австралии (ADF) продолжают развертываться как внутри страны, так и на международном уровне. В декабре этого года более 2 350 военнослужащих АСО были задействованы в операциях на территории Австралии и за рубежом.
Одним из крупнейших зарубежных обязательств АДС является их вклад в военную интервенцию против Исламского государства (ИГ). В рамках операции «Окра» АДС направили на Ближний Восток около 780 человек, включая шесть самолетов F/A-18F Super Hornets, один E-7A Wedgetail и один танкер KC-30A для нанесения ударов по целям ИГ в Ираке и Сирии. АДС также направили около 300 человек в Ирак в рамках международных усилий по подготовке иракских сил безопасности, а ещё 80 человек — в составе оперативной группы специальных операций. По состоянию на декабрь 2017 года планировалось, что «Супер Хорнеты» вернутся в Австралию без замены в январе 2018 года.
АДС также направили 270 военнослужащих в Афганистан в рамках операции «Хайроуд» — миссии небоевой подготовки в поддержку Афганской национальной армии. Кроме того, фрегат АДС в настоящее время развернут на Ближнем Востоке для участия в операциях по обеспечению безопасности на море в Аденском заливе и вокруг него в составе объединенных морских сил. Небольшие группы австралийского персонала также участвуют в миротворческих миссиях в Израиле, Иордании, Египте и Судане. Еще 500 военнослужащих АДС базируются на Ближнем Востоке для поддержки операций в этом регионе.
АДС также играют определенную роль в Командовании ООН в Корее, командуя элементом материально-технического обеспечения UNC-Rear в Японии. Кроме того, в рамках операции «Аргос» с 2018 года военные корабли и самолеты периодически направляются в Северную Азию для участия в обеспечении соблюдения санкций против Северной Кореи.
В ближайшем регионе Австралии подразделения АДС участвуют в операциях, при этом 500 человек были развернуты на северных подступах Австралии для участия в операциях по обеспечению безопасности на море в рамках операции «Решимость». ADF также периодически развертываются в Южно-Китайском море и юго-западной части Тихого океана. С октября 2017 года более 80 австралийских солдат были направлены на Филиппины для проведения тренировок для вооруженных сил Филиппин, также на Филиппины были направлены патрульные катера RAN и самолеты морского патрулирования RAAF. В этом развертывании может быть задействована Австралийская секретная разведывательная служба, и оно является продолжением секретных контртеррористических операций АДС на Ближнем Востоке.
Министерство обороны Австралии преобразовало 9 эскадрилью ВВС Австралии в 92 авиакрыло. Штаб нового подразделения будет расположен в Эдинбурге, а большинство операций будет осуществляться с авиабазы ВВС Австралии в Тиндале.

## Текущие приоритеты
В 2000 году австралийское правительство разработало «Белую книгу» (англ. The White Paper) по всем аспектам своей политики в области обороны. В «Белой книге» излагаются и разъясняются приоритеты Сил обороны Австралии. В документе отмечается, что Силы обороны Австралии имеют три приоритетных направления. Первое из этих приоритетных задач состоит в том, чтобы сохранить возможность для защиты территории Австралии от любых возможных нападений, не полагаясь на помощь вооружённых сил любой другой страны. Второй приоритет заключается в том, чтобы способствовать обеспечению безопасности непосредственных соседних с Австралией стран через работу с соседними странами и участие в санкционированных ООН миротворческих операциях. Третий приоритет для СОА состоит в том, чтобы способствовать международной коалиции сил за пределами ближайшего окружения Австралии, где затрагиваются австралийские интересы. СОА также отвечает за сотрудничество в области прибрежных наблюдений и реагирование на чрезвычайные ситуации, включая стихийные бедствия.
15 сентября 2021 года Австралия, США и Великобритания объявили о создании стратегического военного альянса AUKUS, который будет действовать в Азиатско-Тихоокеанском регионе. «AUKUS объединит наших моряков, ученых, промышленность для сохранения и расширения нашего превосходства» президент США Джо Байден. Первым проектом организации предполагается оснащение флота Австралии атомными подводными лодками производства США, с обычным вооружением.
Согласно заявлению представителя министерства обороны Австралии с ноября 2024 г. военнослужащим австралийских ВС будет выплачиваться премия в размере $1000 США если он направляет гражданина на службу и тот подписывает контракт на 12 месяцев. Данная инициатива является частью стратегии австралийского руководства по наращиванию численности вооруженных сил, где, по последним данным, в 2025 году нехватка кадров будет составлять около 5000 человек.

## Оборудование
ADF действует в трех подразделениях: Королевском австралийском флоте, Австралийской армии и Королевских австралийских ВВС. ADF стремится поддерживать высокотехнологичные силы, и у них есть общее вооружение по всем трем направлениям.
Королевский австралийский флот состоит из 45 кораблей и подводных лодок, включая 8 Фрегаты типа «Анзак», 3 Эскадренные миноносцы типа «Хобарт», 6 подводных лодок типа «Коллинз», 13 патрульных катеров типа «Армидейл» и 2 десантных вертолётных доков типа «Канберра». Минно-тральные силы RAN оснащены четырьмя минными тральщиками типа «Хьюон», и в их распоряжении имеется шесть минно-поисковых судов и пополняющее судно. Вертолетное подразделение состоит из различных самолетов, в том числе MH-60R Seahawk, S-70 Seahawk, MRH 90, EC 135T2+ и Bell 429s. RAN планирует приобрести атомные подводные лодки и другое оружие в рамках соглашения AUKUS.
Австралийская армия имеет целый ряд технических средств для обеспечения общевойсковых подходов в бою, в том числе 59 основных боевых танков M1A1 «Абрамс», 1426 бронетранспортеров M113 и 253 бронированных разведывательных машины ASLAV. Артиллерия Сухопутных войск состоит из 54 155-мм гаубиц М777, 188 81-мм минометов, зенитных ракет RBS-70 и противотанковых ракет FGM-148 «Джавелин (Javelin)». В состав сухопутных войск также входят более 100 вертолетов, в том числе разведывательные и [учебные вертолеты «Кайова (Kiowa)», боевые разведывательные вертолеты Eurocopter Tiger, транспортные вертолеты S-70A-9 Blackhawk, CH-47F Chinook и MRH 90. Армия также эксплуатирует беспилотные летательные аппараты и флот гидротехнических средств.
Королевские военно-воздушные силы Австралии управляют боевыми, морскими патрулями, транспортными и учебными самолётами. В состав ВВС Австралии входят 24 F/A-18F Super Hornet, 11 EA-18G Growlers и 54 F-35A Lightning. Силы разведки, наблюдения и рекогносцировки оснащены AP-3C «Орион (Orion)» и морскими патрульными самолетами P-8 «Посейдон (Poseidon)», а также AEW&C самолетами E-7A Wedgetail. В состав военно-воздушных сил входит ряд самолётов, в том числе C-130J-30 Super Hercules, C-17 Globemaster III и C-27J Spartans. RAAF также управляет рядом транспортных самолетов VIP-класса, включая Challenger и Boeing 737. Учебные подразделения ВВС Афганистана оснащены PC-21 и Hawk 127. RAAF планирует приобрести MQ-4C и MQ-28 Ghost Bat UCAV.
В ноябре 2023 года 16-й полк ПВО вооруженных силы Австралии на полигоне Вумера в штате Южная Австралия провел испытания зенитного ракетного комплекса (ЗРК) NASAMS, в ходе которых осуществлен пуск усовершенствованной ракеты средней дальности AIM-120 по беспилотным летательным аппаратам на высоте 1500 м и дальности до 15 км. В ходе испытания были выявлены недостатки, послужившие причиной отсрочки перехода на данный тип ЗРК. NASAMS  в перспективе заменит переносные ЗРК RBS-70 австралийской армии.